# Terešov
Terešov é uma comuna checa localizada na região de Plzeň, distrito de Rokycany.